# Mastodon Mountain
Mastodon Mountain är ett berg i Kanada.   Det ligger på gränsen mellan Alberta och  British Columbia, i den västra delen av landet, 3 200 km väster om huvudstaden Ottawa. Toppen på Mastodon Mountain är 2 986 meter över havet, eller 444 meter över den omgivande terrängen. Bredden vid basen är 3,1 km. Mastodon Mountain ingår i The Ramparts.
Terrängen runt Mastodon Mountain är bergig norrut, men söderut är den kuperad.Trakten runt Mastodon Mountain är nära nog obefolkad, med mindre än två invånare per kvadratkilometer.. Det finns inga samhällen i närheten. 
Trakten runt Mastodon Mountain består i huvudsak av gräsmarker.